# Gotta Make It
Gotta Make It è il singolo di debutto di Trey Songz, che vede la partecipazione del rapper Twista.
La canzone ha raggiunto la posizione n.87 della Billboard Hot 100 statunitense.
Nel video musicale fa apparizione il cantante R&B Gerald Levert.

## Posizioni in classifica negli USA
| Classifica                      | Posizione massima |
| ------------------------------- | ----------------- |
| Billboard Hot 100               | 87                |
| Billboard Hot R&B/Hip-Hop Songs | 21                |